# G. Katona Tibor
G. (Göcsey) Katona Tibor (Tormafölde, 1939-2012) magyar festőművész.
1939-ben született a Zala vármegyei Tormaföldén. Főleg édesapja hatására kezdett el rajzolni és festeni; a diákéveiben már rajzversenyeket nyert Budapesten. Elvégezte a Ganz–MÁVAG festő- és rajzszakkörét. A hatvanas évek elejétől Kecskeméten élt, ahol főosztályvezetőként dolgozott, valamint tanított a műszaki főiskolán is. Haláláig aktív, termékeny művész volt: képeiből számos kiállítást rendeztek lakhelyén, Kecskeméten, illetve az ország más településén, továbbá külföldön, többek között Ausztriában is.